# Kyle Klubertanz
Kyle Klubertanz (* 23. September 1985 in Madison, Wisconsin) ist ein ehemaliger US-amerikanischer Eishockeyspieler, der in seiner Karriere für die Portland Pirates und Hamilton Bulldogs in der AHL, für TPS und HIFK in der finnischen Liiga, für Djurgardens IF in der schwedischen SHL, für KHL Medveščak Zagreb in der russischen KHL, für die Nürnberg Ice Tigers und Krefeld Pinguine in der DEL, sowie für den EHC Linz und die Vienna Capitals in der österreichischen EBEL spielte.

## Karriere

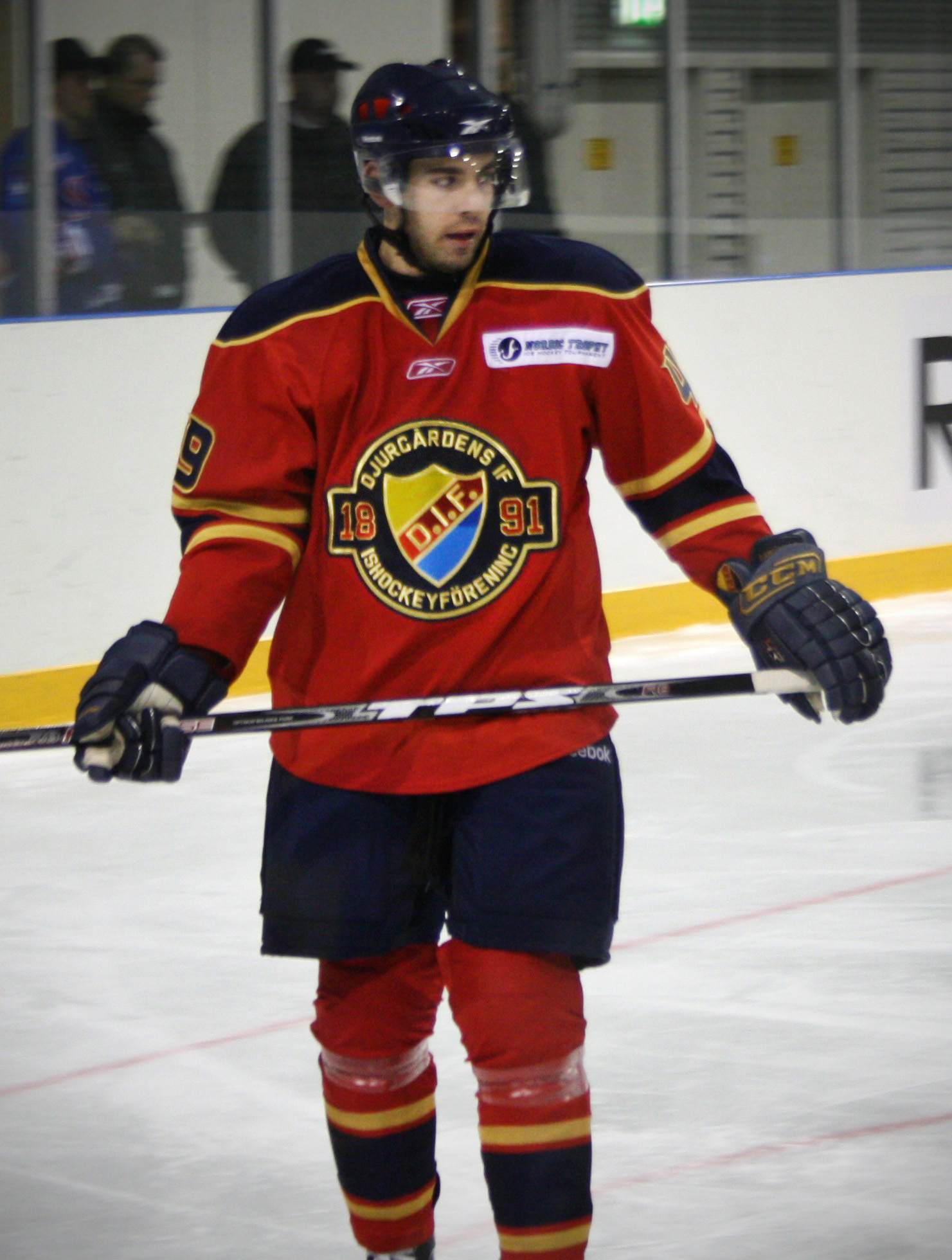
Klubertanz im Trikot von Djurgårdens IF

Zu Beginn seiner Karriere spielte Klubertanz ab der Saison 2002/03 zwei Jahre lang für die Green Bay Gamblers in der Juniorenliga United States Hockey League. Zwischen 2004 und 2008 war der US-Amerikaner für das Universitätsteam der University of Wisconsin in der Western Collegiate Hockey Association aktiv, welche in die NCAA eingegliedert ist.
Nach einem kurzen Engagement bei den Portland Pirates in der American Hockey League wechselte der Verteidiger nach Europa und spielte in der Saison 2008/09 für den finnischen Klub TPS in der SM-liiga. Zur Saison 2009/10 ging Klubertanz nach Schweden und spielte ein Jahr lang für Djurgårdens IF in der Elitserien. Im Mai 2010 unterschrieb er einen Einjahresvertrag bei der Organisation des NHL-Teams Montreal Canadiens, wurde jedoch ausschließlich im Farmteam, den Hamilton Bulldogs, in der AHL eingesetzt.
Zur Saison 2011/12 kehrte der Rechtsschütze zur Djurgårdens IF nach Schweden zurück, ehe er in der folgenden Spielzeit erneut in Finnland beim Erstligisten HIFK auf dem Eis stand. In der Saison 2013/14 war der Defensivspieler für 18 Spiele in der Kontinental Hockey League für den kroatischen Klub KHL Medveščak Zagreb aktiv. Im Sommer 2014 verpflichteten ihn die Nürnberg Ice Tigers aus der Deutschen Eishockey Liga (DEL), wo er ab der Saison 2014/15 einen Zweijahresvertrag besaß und mit der Rückennummer 49 auflief.
Nach dem Auslaufen seines Vertrages bei den Nürnbergern wechselte er im Juli 2016 innerhalb der DEL zu den Krefeld Pinguinen.
Im Februar 2017 kündigte er seinen Vertrag bei den  Krefeld Pinguinen mit sofortiger Wirkung und wechselte in die EBEL zum EHC Linz.
Im Juni 2017 wechselte Klubertanz zum amtierenden Meister der EBEL, die Vienna Capitals.

## Erfolge und Auszeichnungen
- 2004 USHL All-Star Team
- 2004 USHL First All-Star Team
- 2005 WCHA All-Rookie Team
- 2006 Gewinn der NCAA-Universitätsmeisterschaft mit der University of Wisconsin
- 2010 Schwedischer Vizemeister mit Djurgården

## Karrierestatistik

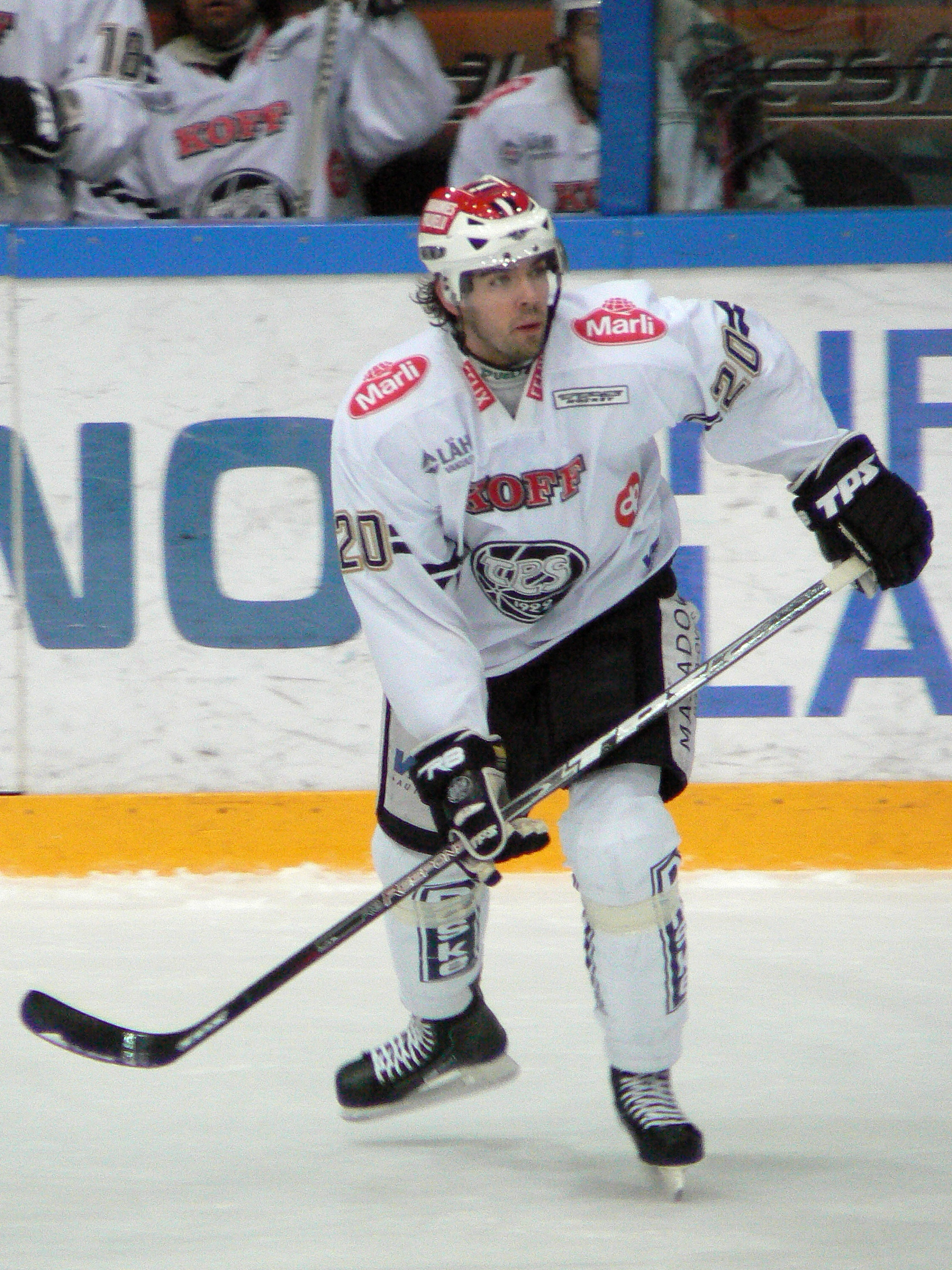
Klubertanz als Spieler bei TPS Turku (2009)

(Legende zur Spielerstatistik: Sp oder GP = absolvierte Spiele; T oder G = erzielte Tore; V oder A = erzielte Assists; Pkt oder Pts = erzielte Scorerpunkte; SM oder PIM = erhaltene Strafminuten; +/− = Plus/Minus-Bilanz; PP = erzielte Überzahltore; SH = erzielte Unterzahltore; GW = erzielte Siegtore; 1 Play-downs/Relegation; Kursiv: Statistik nicht vollständig)